# Fatlips Castle

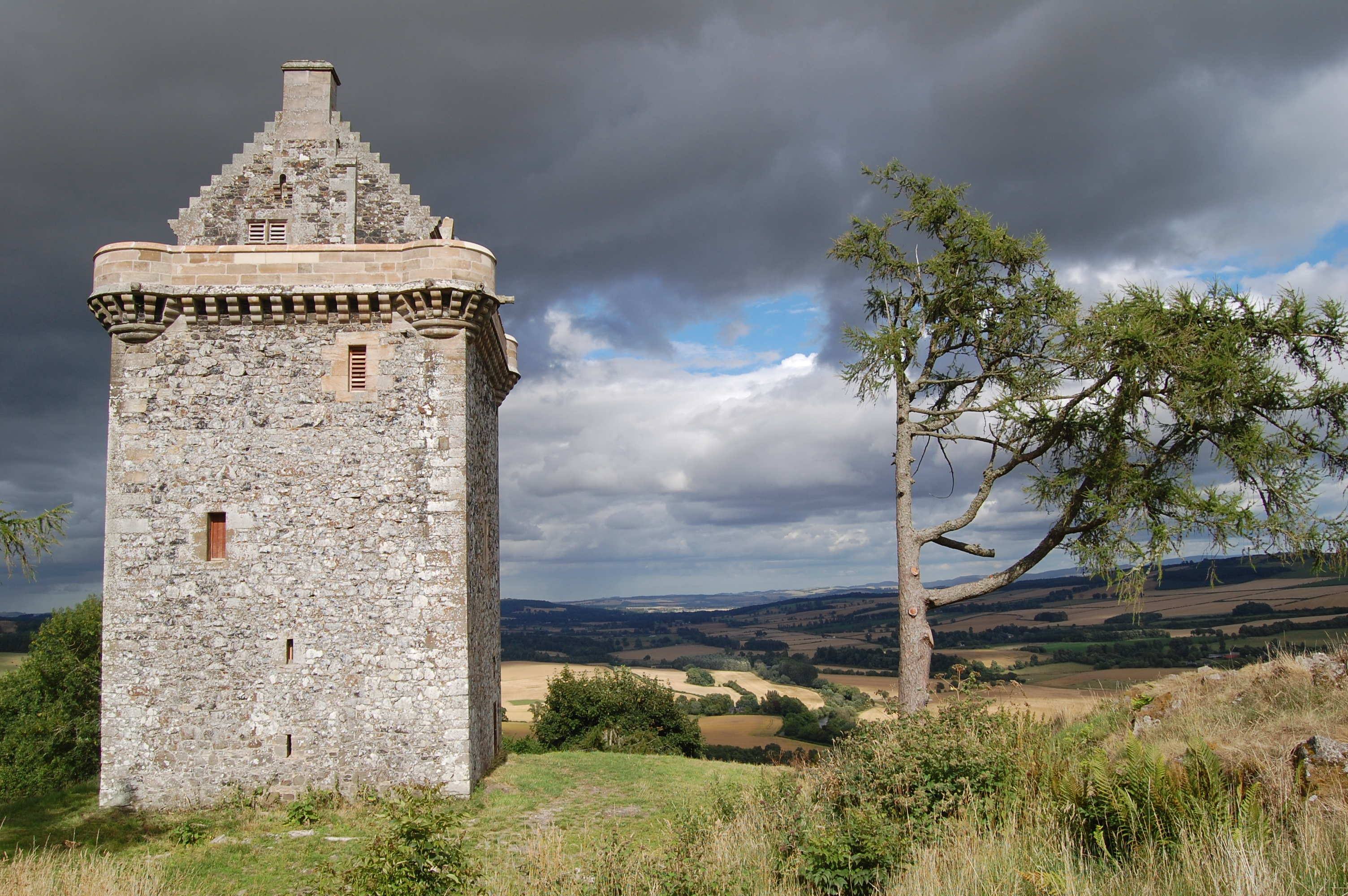
Fatlips Castle von Norden im August 2013, nach der Renovierung

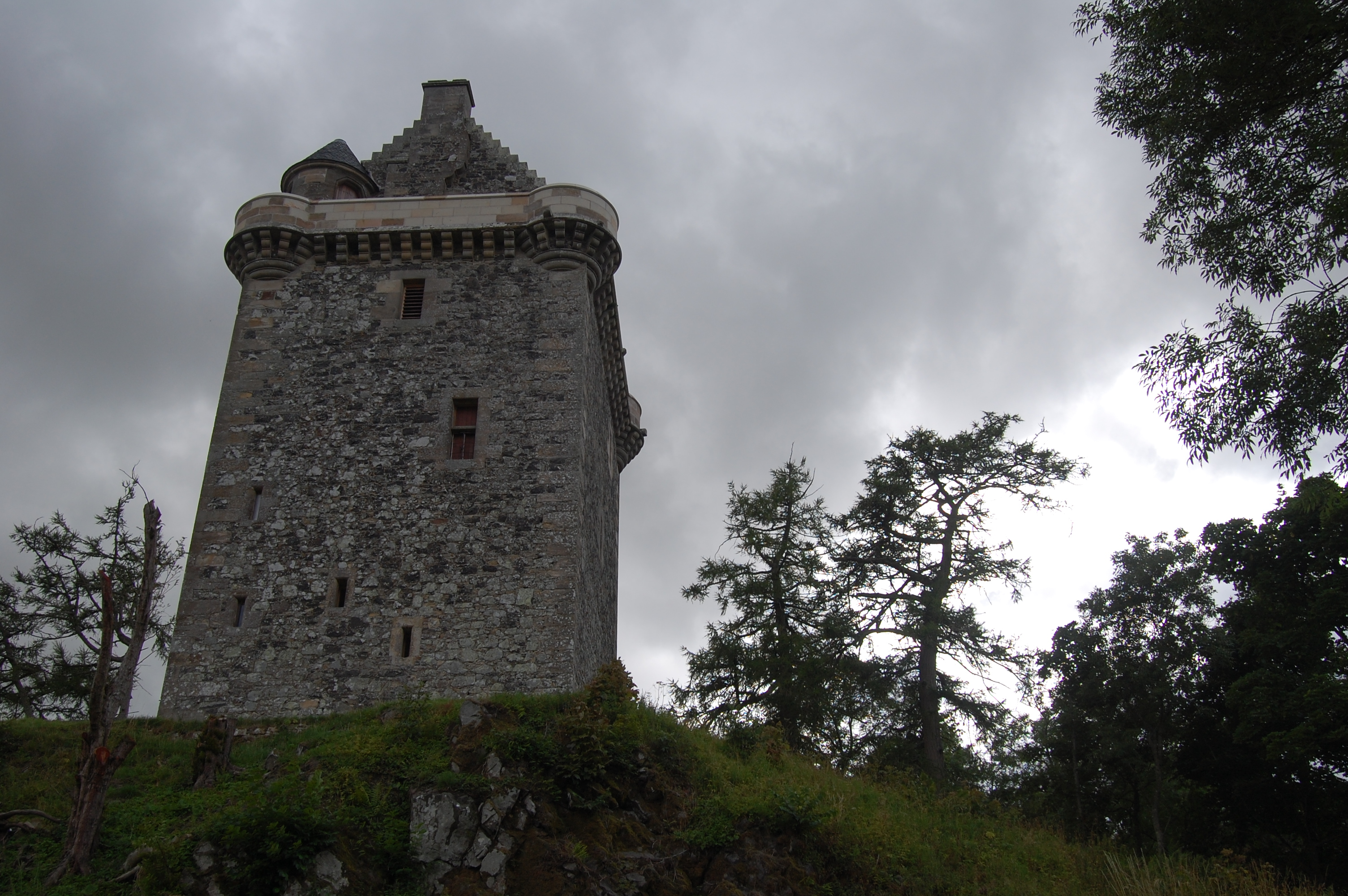
Fatlips Castle von Süden im August 2013, nach der Renovierung

Fatlips Castle ist ein Peel Tower in der schottischen Grafschaft Roxburghshire, die heute Teil der Council Area Scottish Borders ist. Er liegt auf dem Kamm des Höhenzuges Minto Crags, oberhalb des River Teviot.

## Geschichte
Er wurde im 16. Jahrhundert vom Clan Turnbull aus Barnhills, berüchtigten Border Reivers und Besitzer des nahegelegenen Barnhills Tower mit dem zugehörigen Bauernhof, errichtet. 1545, während des Rough Wooing, brannten die vom Earl of Hertford geführten Truppen den „Mantoncrake“ oder „Mynto Crag“ nieder.
Die Burg soll ihren ungewöhnlichen Namen (deutsch: Fette-Lippen-Burg) von der Gewohnheit der Hausbewohner erhalten haben, Gäste mit weniger Diskretion zu grüßen, als es damals als höflich angesehen wurde. Eine der „Annehmlichkeiten“ eines Besuchs auf Fatlips Castle soll gewesen sein, dass „jeder Herr das unwiderrufliche Privileg hatte, eine der Damen zu küssen, wenn er in die Ruine eintrat“.
1705 erwarb Sir Gilbert Eliot aus der Familie der späteren Earls of Minto die Burg. 1857 wurde sie außen umfangreich restauriert; das Innere ließ Sir Robert Lorimer in den Jahren 1897–1898 als Jagdschloss und Privatmuseum ausbauen. Das Gebäude wurde bis in die 1960er-Jahre genutzt. Anschließend war es aber wieder in schlechtem Zustand; es gab jedoch Vorschläge für dessen Zukunft, insbesondere vom Landmark Trust. Am 18. November 2011 wurde bekanntgegeben, dass eine grundlegende Restaurierung des Gebäudes durchgeführt werden sollte; die Arbeiten sollten 2013 abgeschlossen sein. Mitte 2013 waren die Dachstube, die Brüstung und das Dach renoviert.
Historic Scotland hatte ehemals Fatlips Castle als historisches Bauwerk der Kategorie B gelistet und es gilt als Scheduled Monument.

## Beschreibung
Der rechteckige Turm misst 8,15 Meter in Nord-Süd-Richtung und 9,84 Meter in Ost-West-Richtung. Er hat vier Vollgeschosse und ein Dachgeschoss. Letzteres ist von einem Brüstungsweg aus dem 19. Jahrhundert umgeben.